# Der Tiger von Shangri-La
Der Tiger von Shangri-La ist ein politischer Abenteuerroman von Harry Thürk aus dem Jahr 1970.

## Inhalt
Der in Bangkok lebende laotische Landwirtschafts-Student Lao Yon verfolgt im Fernsehen einen Bericht, in dem die Ermordung eines angeblichen Vietcong-Helfers durch Special Forces gezeigt wird. Er erkennt in dem Getöteten seinen Vater, einen Bauern, der jedoch keine Verbindung zu politischen Gruppen unterhielt. Dank der Vermittlung seiner Freundin Khami, einer Fernsehmoderatorin, trifft er den US-amerikanischen Reporter David Duncan, der ihm bestätigt, dass die Aufnahmen in Laos entstanden und dass es sich bei dem Mörder um einen Colonel namens Andrew Shute handelt. Lao Yon reist unter dem Vorsatz, Rache zu üben, zurück in seine Heimat. Wieder in Laos trifft er auf seinen Jugendfreund Chanti, der mittlerweile als Kommandeur in den Reihen der Pathet Lao dient. Dieser überredet Lao Yon nach langen Debatten, sein Vorhaben der individuellen Vendetta aufzugeben und sich stattdessen am Kampf gegen Shutes gesamte Einheit zu beteiligen. Der Student unterwirft sich daraufhin einer harten Ausbildung, nach der er die Identität des bekannten laotischen Offiziers Suhat annimmt, der angeblich aus der Haft der kommunistischen Rebellen geflohen ist. Unter seinem Decknamen soll er bei Shute vorstellig werden, dessen Lager auskundschaften und ihm die Beschaffung angeblich von den Pathet Lao stammender militärischer Unterlagen anbieten.
Shute, der sich nach der Vergewaltigung einer Mitschülerin im Alter von 16 Jahren der US-Armee anschloss, um einer Strafverfolgung zu entgehen, ist mit seiner Truppe in einem Tal stationiert, das er aufgrund der idyllischen Lage als „Shangri-La“ bezeichnet. Von hier aus unternimmt er in Zusammenarbeit mit der CIA und der Unterstützung südvietnamesischer Soldaten Operationen gegen den Vietcong und dessen wahre oder vermeintliche Verbündete. Nebenher frönt er seiner Jagdleidenschaft; außerdem wird die Truppe großzügig mit Nahrungs- und Genussmitteln sowie Prostituierten versorgt. Unter Begleitung eines südvietnamesischen Spähers gelangt Lao Yon in das Lager und gewinnt schnell das Vertrauen des Befehlshabenden. Die Operation glückt und er gelangt mit den erbeuteten Informationen zurück zu seinen Genossen, die daraufhin den Überfall planen.
Lao Yon kehrt noch einmal für ein Täuschungsmanöver nach Shangri-La zurück. Während seines Aufenthalts beginnen die Pathet Lao den Angriff. Shute, der gerade per Hubschrauber fliehen will, erkennt nun in dem vermeintlich befreundeten Laoten einen Spion. Mit Hilfe des Hubschrauberpiloten Pete Henderson schlägt er ihn bewusstlos und fliegt mit dem Gefesselten in Richtung der vietnamesischen Grenze davon. Aufgrund von Beschuss stürzt die Maschine jedoch ab, wobei der Pilot zu Tode kommt und Shute verletzt wird. Er lässt Lao Yon, der unversehrt aber besinnungslos ist, zurück und versucht nach Shangri-La zurückzukehren. Die Hitze und seine Verwundung erschweren den Weg, wodurch der mittlerweile wieder erwachte Lao Yon, der sich Hendersons Waffe angeeignet hat, ihm leicht folgen kann. Kurz vor dem Lager erblickt Shute zwei junge schwarze Panther. Als er sie schießen möchte, fällt ihn das Muttertier an und tötet den Colonel vor Lao Yons Augen. Der Schuss hat jedoch eines der Tiere getroffen, das andere wird von der Mutter in Sicherheit gebracht. Währenddessen reiben die Rebellen das Lager der US-Soldaten gänzlich auf.
Lao Yon tritt am Ende die Rückreise in Richtung Bangkok an, um sein Studium zu beenden und anschließend, mit Khami als seiner Frau, in Laos zu arbeiten.

## Hintergrund
Der Roman ist vor dem Hintergrund des damals zeitgenössischen Zweiten Laotischen Bürgerkrieges abgefasst und thematisiert den Eingriff US-amerikanischer Truppen und der CIA in den Konflikt. Auch die Aktivitäten der Air America finden Erwähnung.
Thürk arbeitete in sein Werk auch einen Abriss über die laotische Geschichte ein, der vom legendären Khun Borom über den König Fa Ngum, die französische Kolonialherrschaft, die japanische Invasion im Zweiten Weltkrieg und die darauf folgende US-amerikanische Einflussnahme bis zum Bürgerkrieg in den 1960er und 70er Jahren reicht. Erwähnung findet auch König Setthathirath, mit dem Lao Yon verglichen wird.
Der Name „Shangri-La“ leitet sich vom gleichnamigen fiktiven Ort in Tibet ab, wobei hier explizit auf James Hiltons Roman Der verlorene Horizont Bezug genommen wird.

## Veröffentlichungen
Der Tiger von Shangri-La erschien erstmals 1970 im Verlag Das Neue Berlin, war aber bereits vorher im Rahmen einer Fortsetzungsreihe gekürzt in der Neuen Berliner Illustrierten veröffentlicht worden. Der Roman erlebte 1971, 1973 und 1986 jeweils Neuveröffentlichungen. 1971 wurden außerdem eine ungarische und eine slowakische Fassung herausgegeben, letzterer folgte 1983 eine Zweitauflage. 1974 erschien das Werk außerdem in tschechischer Sprache.